# Model (wetenschap)
Een model is een schematische weergave van de werkelijkheid. In een wetenschappelijke context gaat het vaak om doorwerkingen van een mathematisch-logisch systeem. Een model kan formeel zijn (bijvoorbeeld een wiskundige vergelijking, een diagram of een tabel) of informeel (een beschrijving in woorden).

## Classificatie
In het boek Introduction to Operations Research (1957) introduceren C. West Churchman e.a. een onderscheid in drie typen modellen:
- Iconische modellen lijken op de werkelijkheid, maar maken gebruik van andere materialen of een andere schaal – ze worden bijvoorbeeld gebruikt om ontwerpideeën vast te leggen (bijvoorbeeld schetsen, prototypes, virtual reality en schaalmodellen).
- Analoge modellen beschrijven specifieke eigenschappen van een idee of systeem door details te verwijderen en zich te concentreren op de kernelementen (door middel van analogieën): bijvoorbeeld stroomdiagrammen en circuit-diagrammen. Deze modellen pretenderen niet precies op de werkelijkheid te lijken, maar zijn bedoeld om bepaalde functies te onderzoeken.
- Symbolische modellen representeren ideeën met behulp van code (bijvoorbeeld cijfers, wiskundige formules, woorden, muzieknoten). Symbolische modellen zijn een abstractie van de werkelijkheid.

Modellen kunnen op verschillende wijzen worden gebruikt. Zo kan een muziekstuk worden gespeeld, terwijl een vliegsimulator voor training kan dienen. Met een economisch model kunnen beleidsvoornemens worden getoetst. In een windtunnel kan een schaatspak worden uitgeprobeerd, Madurodam is een grote trekpleister voor toeristen. Een heel bijzonder model is Biosfeer 2, een kunstmatig, gesloten ecologisch systeem waarin ook mensen hebben gewoond.
Modellen worden ook veel gebruik in computers. Dit kunnen informatiemodellen zijn, beschrijvende modellen zijn of procedurele modellen zijn. Informatiemodellen, ook wel datamodellen genoemd, zijn beschrijvende modellen die beschrijven hoe iets is of moet zijn. Ze worden gewoonlijk vastgelegd in een declaratieve taal. Voorbeelden van beschrijvende modellen zijn modellen waarin producten (productmodellen), zoals gebouwen, fabrieken of onderdelen worden beschreven of waarin processen (procesmodellering|procesmodellen) worden beschreven. Die processen kunnen natuurkundige processen zijn, maar ook bedrijfsprocessen. Procedurele modellen zijn modellen die procedures bevatten die door computers uitgevoerd kunnen worden, bijvoorbeeld voor het uitvoeren van berekeningen voor kalibratie en simulatie. Procedurele modellen worden meestal vastgelegd in een programmeertaal
Elke wetenschappelijke discipline heeft zijn eigen modellen. Zo zijn er modellen in de economie, de psychologie, de klimatologie, de ecologie en de verkeersafwikkeling.

## Voorbeeld

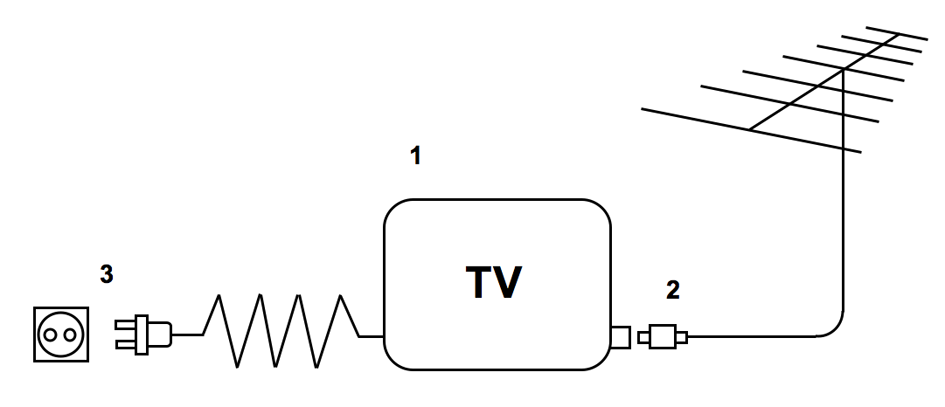
Simpel model van de werking van een televisietoestel

De meeste mensen begrijpen niet hoe een televisietoestel precies werkt. Toch heeft eenieder een model van een tv in zijn of haar hoofd. Het model dat de meeste mensen in hun hoofd hebben ziet er ongeveer uit als weergegeven in de afbeelding. Hierin zijn de volgende zaken weergegeven:
1. Het televisietoestel
2. De antenneaansluiting
3. Het stopcontact

De werking van de tv kan met behulp van het model als volgt worden beschreven: Het televisietoestel (1) haalt uit het stopcontact (3) de energie die noodzakelijk is om de signalen die uit de antenneaansluiting (2) komen, om te zetten in de voor de mens zichtbare lichtsignalen.
Als men dit model begrijpt, is het eenvoudig te verklaren waarom een televisietoestel niet kan werken als de stekker niet in het stopcontact zit. Het is duidelijk dat dit model een vereenvoudiging is: het houdt bijvoorbeeld geen rekening met de splitsing van het antennesignaal in een beeld- en een geluidssignaal. Als alleen het geluid uitvalt, geeft dit model dus geen verklaring. Een meer gedetailleerd model kan dat wel doen, maar ieder model moet zaken buiten beschouwing laten om verhelderend te kunnen zijn.